# Нове-Скальмежице (гмина)
Нове-Скальмежице (пол. Nowe Skalmierzyce) — городско-сельская гмина (волость) в Польше, входит как административная единица в Острувский повет (Великопольское воеводство), Великопольское воеводство. Население — 15 176 человек (на 2004 год).

## Соседние гмины
1. Гмина Годзеше-Вельке
2. Гмина Голухув
3. Калиш
4. Гмина Острув-Велькопольски
5. Гмина Серошевице